# Georg Wiborg
Georg Wiborg (* 28. März 1890 in Kronprinzenkoog; † 25. Juni 1962 in Karolinenkoog) war ein deutscher Politiker (CDU).
Wiborg war von Beruf Bauer. Er gehörte von 1950 bis 1954 dem Landtag von Schleswig-Holstein an. Dabei wurde er im Wahlkreis Eiderstedt direkt gewählt. Er gehörte dem Agrarausschuss und dem Landeswahlausschuss an.